# 정준교
정준교(1986년 7월 17일 ~ )은 대한민국의 배우이다.

## 출연작

### 영화
- 《개: dog eat dog》 (2015년) - 준교 역

### 공연
- 《죽은 시인의 사회》 (2006년)
- 《나의 라임 오렌지 나무》 (2007년)
- 《헤이 완득이》 (2010년 12월 17일 ~ 2011년 2월 27일)
- 《말괄량이 길들이기》 (2010년 2월 2일)
- 《헤이 완득이》 (2011년)
- 《우리 소풍 가요》 (2012년 11월 20일 ~ 2012년 12월 16일)
- 《스캔들》 (2012년 1월 4일 ~ 2014년 11월 2일)
- 《사랑을 이루어 드립니다》 (2013년 10월 25일 ~ 2014년 3월 16일)
- 《웨딩브레이커》 (2013년 11월 1일 ~ 2014년 3월 2일)
- 《사랑을 이루어 드립니다》 (2013년 12월 6일 ~ 2014년 2월 28일)
- 《사랑을 이루어 드립니다 - 부산》 (2014년 1월 9일 ~ 2014년 2월 23일)